# 阿卜達南
阿卜達南是伊朗的城市，位於該國西部札格羅斯山脈西部，由伊拉姆省負責管轄，距離首府伊拉姆市115公里，海拔高度844米，主要經濟活動有農業和畜牧業，2006年人口21,662。